# 宏村
座標: 北緯30度00分13秒 東経117度58分54秒 / 北緯30.00361度 東経117.98167度
宏村（こうそん、簡体字: 宏村、拼音: Hóngcūn, カタカナ転記：ホンツン）は中国安徽省黄山市黟県宏村鎮にある村。2000年に世界遺産に登録され、2001年に中国政府国務院により中華人民共和国全国重点文物保護単位に、2003年に中国歴史文化名村に指定されている。明清代の歴史建築が数多く残る村落で、家々をめぐる水路が完全な姿で残っており、「牛」の形に例えられる村の配置は徽州の村落の典型的な代表例である。

## 概要
安徽省南部黄山市にある黄山の南西麓に位置する。黟県の県城からは東北へ11kmの位置にあり、現在は宏村鎮がこの集落に置かれている。集落は黃山の余脈である雷崗山を背後にし、西に邕溪河と羊棧河に面している。全村面積は約28万平方mである。
11世紀、北宋時代の政和3年（1113年）に汪氏一族により、集落が結成された。汪氏一族は、村が作られる前から宏村に居住し、今では汪氏一族の住まいとなっている。明朝の万暦頃に、村内にある泉を掘り、そこに川の水を引き入れ、南湖を造った。
清朝中期になると、当時の村名「作弘」が6代皇帝乾隆帝の名に当たるとして、「宏村」に改名された。村内には、清の建物がおよそ140現存する。これらの建物は全て、徽州を基盤とする設計がされている。
村内には水を供給する整備がされている。村の全景がはっきりと牛に例えられ、村内向かって西の丘が首、出入り口が角、村の前後の橋が足となっている。
2000年11月30日、オーストラリアケアンズで行われた第24回ユネスコ世界遺産委員会により、「安徽南部の古村落」として、西逓村と共に世界遺産に登録されている。中国の5A級観光地（2011年認定）。

## 建物
建物は古代中国から受け継がれてきたレンガ造りや木造建築で建築されており、芸術的価値は非常に高い。また、清朝9代皇帝咸豊帝の時代、咸豊5年（1855年）に建てられた大規模な住宅が現存し、住宅内部約2100平方メートルの規模を誇り、9つの中庭がある。この住宅は宏村の象徴となっている。

## 登録基準
この世界遺産は世界遺産登録基準のうち、以下の条件を満たし、登録された（以下の基準は世界遺産センター公表の登録基準からの翻訳、引用である）。
- (3) 現存するまたは消滅した文化的伝統または文明の、唯一のまたは少なくとも稀な証拠。
- (4) 人類の歴史上重要な時代を例証する建築様式、建築物群、技術の集積または景観の優れた例。